# Летоисчисление в Туве
Летоисчисление, принятое в Туве, основано на китайском календаре, который действует несколько тысячелетий во многих странах Восточной Азии. Составлен был он в середине третьего тысячелетия до нашей эры.
В помощь исследователям дореволюционных, пореволюционных (имеется ввиду революция 1917 года) фондов Государственного архива Республики Тыва был обобщён хронологический словарь летоисчисления в Туве периода Цинской империи по годам правления маньчжурских ханов. Более подробные сведения можно найти в рукописи Седип-оола Танова «Хронология летоисчисления маньчжурских ханов», которая хранится в фонде научно-справочной библиотеки Государственного архива Республики Тыва.

## Летоисчисление в период Цинской империи
Летоисчисление в Туве периода Цинской империи велось по годам правления маньчжурских ханов (перевод с монгольского языка).
- 1756 г. по 1795 г. — 21-й год правления шестого маньчжурского хана Тенгер тектиксен хаган.
- 1796-1820 г.г. — Сашиялди ёрелди хаган.
- 1821-1850 г.г. — Тюре-херелди хаган.
- 1851-1861 г.г. — Тюгемел-элбекти хаган.
- 1862-1874 г.г. — Бюриндю чазакчы хаган.
- 1875-1908 г.г. — Бадыргулду торе хаган.
- 1909-1911 г.г. — Хепти ёзу хаган (12-й хан.

## Летоисчисление по восточному календарю

### Годы
Старые документы нередко датируются годами животного цикла в такой последовательности: год Мыши, год Коровы, год Тигра, год Зайца, год Дракона, год Змеи, год Лошади, год Овцы, год Обезьяны, год Курицы, год Собаки и год Свиньи, после чего цикл начинается заново. Примеры:
- 1900-й — год Мыши, 1911-й — год Свиньи,
- 1912-й — год Мыши, 1923-й — год Свиньи,
- 1924-й — год Мыши, 1935-й — год Свиньи и так далее.

При этом указывается масть животных, например, 1910 — год красной Собаки, 1911 — год рыжей Свиньи, 1912 — желтой Мыши, 1914 – белого Тигра, 1915 — черного Дракона, 1918 — синей Лошади и так далее.

### Лунный календарь
- Первая луна — 6 февраля-5 марта
- Вторая луна — 6 марта-5 апреля
- Третья луна — 6 апреля-5 мая
- Четвертая луна — 6 мая-5 июня
- Пятая луна — 6 июня-5 июля
- Шестая луна — 6 июля-5 августа
- Седьмая луна — 6 августа-5 сентября
- Восьмая луна — 6 сентября-5 октября
- Девятая луна — 6 октября-5 ноября
- Десятая луна — 6 ноября-5 декабря
- Одиннадцатая луна — 6 декабря-5 января
- Двенадцатая луна — 6 января-5 февраля

## Летоисчисление Богдо-гегена
С 1911 г. по 1921 г. летоисчисление велось по годам правления монгольского Богдо-гегена:
- 1911 г. – первый год Богда-гегена.
- 1912 г. – второй год Богдо-гегена.
- 1913 г. – третий год Богдо-гегена.

и так далее.

## Революционное летоисчисление
После победы революции 1917 г. в Туве летоисчисление велось по годам существования Тувинской Народной Республики (ТНР).
- 1921 г. – первый год (ТНР).
- 1922 г. – второй год (ТНР).
- 1923 г. – третий год (ТНР).

Применялось до 1944 года, до вхождения Тувинской Народной Республики в состав Союза Советских Социалистических Республик.